# Jang Bo-ri Is Here!
Jang Bo-ri Is Here! (hangul: 왔다! 장보리; rr: Wattda! Jang Bo-ri) é uma série de televisão dramática sul-coreana de 2014 transmitida aos fins de semana pela MBC e estrelada por Oh Yeon-seo, Kim Ji-hoon, Lee Yu-ri e Oh Chang-seok. Estreou em 5 de abril de 2014, sendo exibida todos os sábados e domingos às 20h40, totalizando 52 episódios. Ganhou o prêmio de Drama do Ano no MBC Drama Awards de 2014.

## Sinopse
Os eventos giram em torno de uma renomada casa de costura que produz hanboks, vestimenta tradicional coreana, chamada Bi Sool Chae. A Mestre Artesã do Bi Sool Chae, Kim Soo-Mi, concentra-se em preservar as tradições da fabricação do hanbok, incluindo o tingimento e a costura à mão de cada peça.
A Mestre Artesã vive junta de seus dois filhos casados em sua tradicional propriedade coreana. Suas duas noras são suas aprendizes de longa data. Quando chega a hora da Artesã escolher sua sucessora, a competição acirrada entre as duas noras resulta em tragédias que perduram por muitas décadas.

## Elenco

### Personagens principais
- Oh Yeon-seo como Jang Bo-ri/Jang Eun-bi[4]
  - Yoo Eun-mi como Bo-ri jovem
- Kim Ji-hoon como Lee Jae-hwa[4]
  - Jung Yoon-seok como Jae-hwa jovem
- Lee Yu-ri como Yeon Min-jung[4]
  - Shin Soo-yeon como Min-jung jovem
- Oh Chang-seok como Lee Jae-hee[4]
  - Jo Hyun-do como Jae-hee jovem

### Personagens secundários
- Kim Yong-rim como Park Soo-mi[4]
- Kim Hye-ok como Kim In-hwa[4]
- Yang Mi-kyung como Song Ok-soo[4]
- Ahn Nae-sang como Jang Soo-bong[4]
- Han Jin-hee como Lee Dong-hoo[4]
- Geum Bo-ra como Lee Hwa-yeon[4]
- Woo Hee-jin como Lee Jung-ran[4]
- Han Seung-yeon como Lee Ga-eul[4]
- Jang Won-jong como Jang Hee-bong (participação especial)[4]
- Hwang Young-hee como Do Hye-ok[4]
- Park Geon-il como Kang Yoo-chun[4]
- Choi Dae-chul como Kang Nae-chun[4]
- Jeon In-chul como Park Jong-ha
- Kim Ji-young como Do Bi-dan
- Sung Hyuk como Moon Ji-sang[4]
- Oh Seung-ah como Choi Yoo Ra
- Lee Dong-ha como Hyeon-chae

## Prêmios e indicações
| Ano  | Cerimônia                                  | Categoria                                                      | Indicado(s) / Trabalho    | Resultado | Ref.        |
| ---- | ------------------------------------------ | -------------------------------------------------------------- | ------------------------- | --------- | ----------- |
| 2014 | 7º Korea Drama Awards                      | Prêmio de Alta Excelência, Atriz                               | Oh Yeon-seo               | Venceu    | [ 5 ]       |
| 2014 | 7º Korea Drama Awards                      | Melhor Roteiro                                                 | Kim Soon-ok               | Indicado  | [ 5 ]       |
| 2014 | 7º Korea Drama Awards                      | Melhor Jovem Ator/Atriz                                        | Kim Ji-young              | Venceu    | [ 5 ]       |
| 2014 | 3º APAN Star Awards                        | Prêmio de Alta Excelência, Atriz em um Drama em Série          | Lee Yu-ri                 | Indicado  |             |
| 2014 | 3º APAN Star Awards                        | Prêmio de Excelência, Ator em um Drama em Série                | Kim Ji-hoon               | Venceu    |             |
| 2014 | 3º APAN Star Awards                        | Prêmio de Excelência, Atriz em um Drama em Série               | Oh Yeon-seo               | Indicado  |             |
| 2014 | 22º Korea Culture and Entertainment Awards | Prêmio de Alta Excelência, Ator em um Drama                    | Kim Ji-hoon               | Venceu    |             |
| 2014 | 22º Korea Culture and Entertainment Awards | Melhor Ator Revelação em um Drama                              | Sung Hyuk                 | Venceu    |             |
| 2014 | MBC Drama Awards                           | Grande Prêmio / Daesang (Determinado através de votos dos fãs) | Lee Yu-ri                 | Venceu    | [ 3 ]       |
| 2014 | MBC Drama Awards                           | Grande Prêmio / Daesang (Determinado através de votos dos fãs) | Oh Yeon-seo               | Indicado  | [ 3 ]       |
| 2014 | MBC Drama Awards                           | Drama do Ano                                                   | Jang Bo-ri Is Here!       | Venceu    | [ 3 ]       |
| 2014 | MBC Drama Awards                           | Prêmio de Alta Excelência, Ator em um Drama em Série           | Kim Ji-hoon               | Venceu    | [ 3 ]       |
| 2014 | MBC Drama Awards                           | Prêmio de Alta Excelência, Atriz em um Drama em Série          | Oh Yeon-seo               | Venceu    | [ 3 ]       |
| 2014 | MBC Drama Awards                           | Prêmio de Alta Excelência, Atriz em um Drama em Série          | Lee Yu-ri                 | Indicado  | [ 3 ]       |
| 2014 | MBC Drama Awards                           | Prêmio de Excelência, Ator em um Drama em Série                | Oh Chang-seok             | Indicado  | [ 3 ]       |
| 2014 | MBC Drama Awards                           | Prêmio de Atuação de Ouro, Ator                                | Ahn Nae-sang              | Venceu    | [ 3 ]       |
| 2014 | MBC Drama Awards                           | Prêmio de Atuação de Ouro, Atriz                               | Kim Hye-ok                | Venceu    | [ 3 ]       |
| 2014 | MBC Drama Awards                           | Melhor Jovem Atriz                                             | Kim Ji-young              | Venceu    | [ 3 ]       |
| 2014 | MBC Drama Awards                           | Prêmio PD                                                      | Lee Yu-ri                 | Venceu    | [ 3 ]       |
| 2014 | MBC Drama Awards                           | Roteirista do Ano                                              | Kim Soon-ok               | Venceu    | [ 3 ]       |
| 2014 | MBC Drama Awards                           | Prêmio de Popularidade, Atriz                                  | Lee Yu-ri                 | Indicado  | [ 3 ]       |
| 2014 | MBC Drama Awards                           | Prêmio de Melhor Casal                                         | Kim Ji-hoon e Oh Yeon-seo | Indicado  | [ 3 ]       |
| 2015 | Baeksang Arts Awards de 2015               | Melhor Atriz (TV)                                              | Lee Yu-ri                 | Indicado  | [ 7 ] [ 8 ] |